# Циташи, Искандер Теймуразович
Искандер Теймуразович Циташи (Циташвили) (груз. ისკანდერ ციტაში (ციტაშვილი); тур. İskender Chitaşi) (октябрь 1904, Фындыклы, Ризе — 22 июня 1938, Тбилиси) —  лазский большевик, журналист, учёный-языковед, общественный деятель. Главный редактор первой газеты на лазском языке «Мчита муруцхи». Создатель лазского алфавита и учебников. Позже заведующий сектором Азербайджанского отделения Академии наук Советского Союза.

## Биография

### Происхождение
Искандер Теймуразович Циташи родился в Османской империи, в городе Видже. По другой, неофициальной версии, в Геленджике. По одной версии его мать была русской казачкой, а отец — лаз из Атины. По словам самого Циташи, его отец и дядя работали на кондитерской фабрике хемшилов в России. Следует отметить, что ни имя Искендер, ни имя отца Теймураз, ни фамилия Циташи не были распространены среди лазов. Это и другие обстоятельства неоднократно становились поводом для сомнений в его лазском происхождении. Сами лазы воспринимали его как русского, еврея или немца. По словам Мухаммеда Ванилиша, его настоящее имя и фамилия — Александр Цветков. По словам немецкого этнографа В. Фейрштейна, он не являлся лазом по происхождению.

### Образование и карьера
Искандер Циташи получил раннее образование в полусветской и религиозной школе в Османской империи, а с 1913 года — в различных городах России. Первая мировая война прервала образование Циташи. Под влиянием своего дяди он проникся идеями Октябрьской революции 1917 года. С 1920 года вступил в организацию пионеров. Член Коммунистического Союза в 1923—1934 гг. Посещал лекции по истории, этнографии и археологии в МГУ. В 1924 году он был назначен руководителем детского коммунистического отряда Ленинского района Тифлиса. В 1924—1927 годах его отправили в Южную Осетию, где он основал районную пионерскую организацию и детскую газету на осетинском языке.
В 1927 году его отправили в Аджарию для ведения деятельности среди лазов. В 1928 году он поступил в Институт восточных языков в Москве. В институте он посещал лекции Николая Марра и участвовал в изучении лазского языка под его руководством. Он работал над лингвистической теорией «яфетидологии». Летом 1929 года его направили на работу среди лазов, чтобы остановить массовую миграцию лазов в Турцию. В этот же период он с помощью Николая Марра участвовал в составлении лазского алфавита. В 1929 году в Сухуме вместе с Мухаммедом Ванилиши, Ризой Бибиноглу, Хелимом Хазиришем и Назимом Куртоглу он основал «Мчита муруцхи», первую газету на лазском языке, которая предназначалась в основном для распространения в Турецком Лазистане. Распространение этой газеты в Турцию запретил сам Мустафа Кемаль, и она была закрыта после реакции Турции.
В мае 1930 года продолжил обучение в Институте народов Советского Востока. В этот период он встретил молодых лазов, таких как Хасан Хелимиши и Мехмед Ашик. В январе 1931 года по решению Президентского комитета Академии наук он был направлен в Историко-археологический институт Кавказа в Тбилиси. Здесь он принял участие в преобразовании Историко-археологического института Кавказа — «Институт истории, материальной культуры, языка и литературы народов Закавказья имени Н. Марра». Позже решением Закавказского отделения он был направлен в Баку в качестве научного сотрудника и аспиранта-лингвиста Азербайджанского института языка, литературы и искусства. В декабре 1933 года он отправился в Сухуми. Он проработал здесь три месяца и подготовил первые учебники лазского языка. В том же году он вернулся в Баку и начал работать в Институте Кавказа. С мая 1935 по май 1936 года работал заведующим кафедрой лазологии того же института и научным сотрудником языкознания. В рамках института он готовил письменность для дагестанских языков.

### Конфликт с грузинской интеллигенцией
После смерти Нестора Лакобы, одного из главных сторонников Циташа, в 1936 году он выступил против ведущих учёных Грузии по вопросу о лазах и лазском языке, что сделало его персоной нон грата в Грузии. Идеи Циташа противоречили теориям его коллеги Арнольда Чикобавы. Чикобава, как и Циташи, проявлял особый интерес к лазам и решительно выступал против процесса превращения лазского языка в литературный и сохранения лазовского алфавита на основе латинице. По мнению Чикобавы, литературным языком лазов должен быть грузинский, а для письма на лазском языке должен использоваться грузинский алфавит. С 1936 года в Советском Союзе алфавиты на основе латиницы были переведены на кириллицу, а лазский — на грузинскую графику.
В своих письмах Искандер Циташи прямо обвиняет ЦК КПСС Грузии в политике неформальной картвелизации, описывает её конкретные проявления по отношению к лазам. В июне 1938 года Циташи был арестован и расстрелян по личному письменному приказу Лаврентия Берии.

## Основные труды
Циташи является автором школьных учебников на лазском языке, которые выдавались в Сухуми в 1930-х годах:
- «Чкуни Чара». Сухум, 1932 г. (на лаз. языке);
- «Албони». Сухум, 1935 г. (на лаз. языке);
- «Окитхушени Суфара». Сухуми, 1937 г. (на лаз. языке).

### Статьи
Циташи является редактором статьи о лазском языке и лазском литературе в «Литературной энциклопедии» (1932)

### Письма
- Письмо Генеральному секретарю Исполкома Коминтерна Г. М. Димитров[5].
- Письмо «О положении лазов в Грузии» И. Сталин[6].
- Проект постановления ЦК ВКП(б) «О мерах работы среди лазов»[7].